# Синъэцу
Синъэцу (яп. 信越 Синъэцу)  — старая японская географическая область. Является подобластью региона Тюба в Японии. На исторической территории Синъэцу сегодня располагаются префектуры Нагано и Ниигата.

Регион содержал следующие провинции:
- Синано (яп. 信濃国)
- Этиго (яп. 越後国) (часть древней области Коси)
- Садо (яп. 佐渡国) (самый крупный остров в Японском море; расположен к северо-западу от Ниигаты).

## Список литературы
- Hashimoto, Mitsuo. (1990). Geology of Japan. Dordrecht: Kluwer Academic Publishers.  ISBN 9780792309093; OCLC 123220781